# Samuel Szymon Sanguszko
Samuel Szymon Sanguszko herbu Pogoń Litewska (1570–1638) – książę, wojewoda miński, potem witebski, pisarz.
Posiadał dobra majątkowe: zamek w Smolanach i Horwal. Syn Andrzeja.
Od 1620 pełnił urząd marszałka orszańskiego i kasztelana mścisławskiego. Od 1621 był kasztelanem witebskim, później wojewodą witebskim (1626).
Był prawnukiem Wasyla, dworzanina królewskiego. Odznaczył się w bitwie przeciw Szwedom pod Kokenhauzen, obronił Witebsk przed Rosjanami. Pierwszy ze swego rodu przeszedł z prawosławia na katolicyzm, który popierał usilnie w swych dobrach.
Ożenił się z Anną Zawiszanką (zm. 1619), córką Jerzego Kieżgajło Zawiszy i Teodory Tryźnianki, z którą miał synów: Kazimierza (po 1603–1655), Hieronima (1611–1657), który został biskupem smoleńskim; Jana Władysława (po 1603–1652), oraz córki ur. po 1603: Katarzynę, Krystynę i Eufrozynę (ur. 1619), żonę Jerzego Jakuba Szweryna, podkomorzego dorpackiego.